# Rogersville (Alabama)
Pour les articles homonymes, voir Rogersville.
Rogersville est une municipalité américaine située dans le comté de Lauderdale en Alabama. Selon le recensement de 2010, sa population est de 1 257 habitants.

## Géographie
Située à mi-chemin entre Athens et Florence, la municipalité s'étend sur 3,04 milles carrés (7,87 km2).

## Histoire
La localité a été incorporée le 2 février 1858. D’abord nommée Rodgersville, elle tient son nom d’Andrew et Patience Rodgers de Caroline du Sud qui se sont établis dans la région et ont acheté 79,8 acres à une vente publique  à Huntsville le 3 mai 1818. Ce terrain est aujourd’hui le centre-ville. Quand le bureau de poste de Rogersville a été établi le 4 octobre 1825 avec Thomas Cunningham comme postier, le d a été enlevé du nom de la ville, qui est connue comme Rogersville depuis cette date.

## Démographie
| 1880 | 1890 | 1920 | 1930 | 1940 | 1950 |
| ---- | ---- | ---- | ---- | ---- | ---- |
| 435  | 61   | 397  | 445  | 508  | 531  |

| 1960 | 1970 | 1980  | 1990  | 2000  | 2010  |
| ---- | ---- | ----- | ----- | ----- | ----- |
| 766  | 950  | 1 224 | 1 125 | 1 199 | 1 257 |